# Communauté de communes du Val d'Oust et de Lanvaux
La Communauté de communes du Val d'Oust et de Lanvaux est une ancienne communauté de communes française, située dans le département du Morbihan, en région Bretagne.

## Histoire
La Communauté de Communes du Val d'Oust et de Lanvaux a été créée par arrêté préfectoral du 2 juillet 1992.
Elle fusionne le 1er janvier 2017, dans le cadre de la loi NOTRe, avec la Communauté de communes du pays de La Gacilly et Guer Communauté pour former De l'Oust à Brocéliande Communauté.

## Politique et administration
Le 2 juillet 1992, la communauté de communes désigne son premier président. C'est Michel Guégan, maire de La Chapelle-Caro qui est élu. Son mandat se termine à la suite des élections municipales de 2014. Le 17 avril 2014, il cède sa place à Alain Launay, réélu maire de Pleucadeuc lors de ces mêmes élections.

## Composition
La communauté de communes du Val d'Oust et de Lanvaux regroupait quatorze communes : 
| Nom                     | Code Insee | Gentilé          | Superficie (km2) | Population (dernière pop. légale) | Densité (hab./km2) |
| ----------------------- | ---------- | ---------------- | ---------------- | --------------------------------- | ------------------ |
| Malestroit (siège)      | 56124      | Maltrais         | 5,81             | 2 461 (2014)                      | 424                |
| Bohal                   | 56020      | Bohalais         | 8,45             | 802 (2014)                        | 95                 |
| Caro                    | 56035      | Caroyens         | 37,74            | 1 192 (2014)                      | 32                 |
| Lizio                   | 56112      | Liziotais        | 16,96            | 738 (2014)                        | 44                 |
| Missiriac               | 56133      | Missiriacois     | 13,47            | 1 108 (2014)                      | 82                 |
| Pleucadeuc              | 56159      | Pleucadeuciens   | 34,56            | 1 725 (2014)                      | 50                 |
| Ruffiac                 | 56200      | Ruffiacois       | 36,47            | 1 421 (2014)                      | 39                 |
| Saint-Abraham           | 56202      | Abrahamais       | 6,72             | 544 (2014)                        | 81                 |
| Saint-Congard           | 56211      | Saint-Congardais | 21,87            | 747 (2014)                        | 34                 |
| Saint-Guyomard          | 56219      | Guyomardais      | 19,66            | 1 311 (2014)                      | 67                 |
| Saint-Laurent-sur-Oust  | 56224      | Laurentins       | 3,88             | 367 (2014)                        | 95                 |
| Saint-Marcel            | 56228      | Marcellais       | 12,81            | 1 052 (2014)                      | 82                 |
| Saint-Nicolas-du-Tertre | 56230      | Nicolasiens      | 12,93            | 474 (2014)                        | 37                 |
| Sérent                  | 56244      | Sérentais        | 59,67            | 3 057 (2014)                      | 51                 |

Fin janvier 2016, la commune nouvelle de Val-d'Oust, regroupant les communes de La Chapelle-Caro, Quily et Le Roc-Saint-André (alors positionnée sur deux communautés de communes) opte pour une intégration au sein de Josselin communauté.